# Cristina Rava
Cristina Rava (Albenga, 1958) è una scrittrice italiana.

## Biografia
Dopo aver iniziato gli studi in medicina ha fatto tutt'altro, lavorando nel settore dell'abbigliamento e poi in campagna. Già autrice di due raccolte di racconti e di una memoria storica, tutte legate al territorio ligure, dal 2007 ha intrapreso la via del noir con la pubblicazione di Commissario Rebaudengo: un'indagine al nero di seppia, che introduce il personaggio del commissario Bartolomeo Rebaudengo..
Nel 2012 con Un mare di silenzio inizia una nuova serie, spinoff della precedente, dedicata al medico legale genovese Ardelia Spinola.

## Opere

### Serie del commissario Bartolomeo Rebaudengo
1. Commissario Rebaudengo: un'indagine al nero di seppia, Genova, Fratelli Frilli Editori, 2007, ISBN 978-88-7563-251-9.
2. Tre trifole per Rebaudengo: un'indagine ad Alassio, Genova, Fratelli Frilli Editori, 2007, ISBN 978-88-7563-326-4.
3. Cappon magro per il commissario: Rebaudengo indaga nei carruggi di Albenga, Genova, Fratelli Frilli Editori, 2008, ISBN 978-88-7563-425-4.
4. Come i tulipani gialli: il commissario Rebaudengo indaga con Ardelia, Genova, Fratelli Frilli Editori, 2009, ISBN 978-88-7563-519-0.
5. Se son rose moriranno: intrigo spinoso per Rebaudengo, Genova, Fratelli Frilli Editori, 2010, ISBN 978-88-7563-553-4.
6. Di punto in bianco, Milano, Rizzoli, 2019, ISBN 978-88-1710-921-5.
7. I segreti del professore, Rizzoli 2020. ISBN 978-88-8171-643-2.
8. Il tessitore, Milano, Rizzoli, 2022, ISBN 978-88-17-16214-2.

### Serie del medico legale Ardelia Spinola
1. Un mare di silenzio, Milano, Garzanti, 2012, ISBN 978-88-11-67063-6.
2. Dopo il nero della notte, Milano, Garzanti, 2014, ISBN 978-88-11-68745-0.
3. Quando finiscono le ombre, Milano, Garzanti, 2016, ISBN 978-88-11-68923-2.
4. L'ultima sonata, Milano, Garzanti, 2017, ISBN 978-88-11-67309-5.
5. La beffa (e-book), Milano pubblicato per Rizzoli da Mondadori Libri SpA, 2021. ISBN 978-88-31-80522-3.
6. Il pozzo della discordia, Milano, Rizzoli, 2021 ISBN 978-88-17-15786-5.
7. Il sale sulla ferita, Milano, Rizzoli, 2023 ISBN 978-88-17-17340-7.
8. Dalla parte del ragno, Milano, Rizzoli, 2024 ISBN 978-88-17-18526-4
9. Degna sepoltura, Milano, Rizzoli, 2025 ISBN ' 978-88-17-18765-7

## Altri libri
- Maravarez: racconti per le veglie, Albenga, Delfino Moro, 2001.
- Historie strampalate, Albenga, Delfino Moro, 2004.
- I giovedì di Agnese: donne in guerra, Genova, Fratelli Frilli Editori, 2006, ISBN 88-7563-179-4.
- Le albicocche di Aglaia: storie tra Liguria e Piemonte, Genova, Coedit, 2015, ISBN 978-88-96608-49-4.